# Drzymałowice
Drzymałowice est une localité polonaise de la gmina de Mściwojów, située dans le powiat de Jawor en voïvodie de Basse-Silésie.